# Moses Oloya
Moses Oloya (sinh ngày 22 tháng 10 năm 1992) là một cầu thủ bóng đá chuyên nghiệp người Uganda thi đấu ở vị trí tiền vệ cho câu lạc bộ Becamex Bình Dương tại V-League 1.

## Gia đình
Anh trai của Oloya là Jimmy Kidega, cũng là một tuyển thủ quốc gia Uganda.

## Sự nghiệp
Ở cấp độ câu lạc bộ, Oloya đã từng chơi cho các đội bóng tại Uganda, Nga và Việt Nam cho các câu lạc bộ Kampala Capital City Authority, Xuân Thành Sài Gòn, Becamex Bình Dương, Kuban Krasnodar, Hà Nội, và Hải Phòng. Anh được đánh giá là một trong những cầu thủ nước ngoài xuất sắc tại Việt Nam với 4 chức vô địch V-League.
Ở cấp độ quốc tế, Oloya là tuyển thủ quốc gia Uganda từ năm 2011. Tính đến nay, anh đã có tổng cộng 47 lần ra sân cho đội tuyển quốc gia.

## Thống kê sự nghiệp

### Đội tuyển quốc gia
Tính đến ngày 25 tháng 1 năm 2017.
| Đội tuyển quốc gia | Năm       | Số trận | Bàn thắng |
| ------------------ | --------- | ------- | --------- |
| Uganda             | 2011      | 8       | 0         |
| Uganda             | 2012      | 11      | 0         |
| Uganda             | 2013      | 4       | 0         |
| Uganda             | 2014      | 10      | 0         |
| Uganda             | 2015      | 2       | 0         |
| Uganda             | 2016      | 8       | 0         |
| Uganda             | 2017      | 4       | 0         |
| Uganda             | Tổng cộng | 47      | 0         |

## Danh hiệu
Sài Gòn Xuân Thành
- Vô địch Giải hạng nhất Quốc gia: 2011
- Vô địch Cúp Quốc gia: 2012

Becamex Bình Dương
- Vô địch V-League 1: 2014, 2015
- Vô địch Cúp Quốc gia: 2015
- Vô địch Siêu cúp Quốc gia: 2014, 2015

Hà Nội
- Vô địch V-League 1: 2018, 2019
- Vô địch Cúp Quốc gia: 2019, 2020
- Vô địch Siêu cúp Quốc gia: 2018, 2019, 2020